# Kazuma Matsushita
Kazuma Matsushita (født 25. juni 1982) er en tidligere japansk fodboldspiller.
Han har spillet for flere forskellige klubber i sin karriere, herunder Kataller Toyama.